# Dominicas de la Santísima Trinidad
La Congregación de las Dominicas de la Santísima Trinidad (oficialmente en francés: Congrégation des Dominicaines de la Trinité) es una congregación religiosa católica femenina, de vida apostólica y de derecho pontificio, fundada por un grupo de terciarias dominicas, en Quebec, en 1887. A las religiosas de este instituto se les conoce como dominicas trinitarias y posponen a sus nombres las siglas O.P.

## Historia
La congregación fue fundada por un grupo de terciarias seculares dominicas, pertenecientes a la Fraternidad Dominica del Niño Jesús, que se ocupaban del servicio doméstico en el seminario arzobispal de Quebec (Canadá). Dicha fraternidad fue aprobada como congregación religiosa de derecho diocesano el 30 de agosto de 1887 y agregada a la Orden de los Predicadores el 2 de octubre de 1888. De esta congregación, en 1902, salieron las cinco religiosas fundadoras de las Dominicas del Rosario de Trois-Rivières (Quebec).
El 2 de junio de 1954, las dos congregaciones recibieron la aprobación pontificia, mediante decretum laudis del papa Pío XII. El 18 de enero de 1967, la Congregación de Religiosos emanó el decreto de unión de la Congregación de las Dominicas del Rosario de Trois-Rivières con la Congregación de las Dominicas del Niño Jesús, dando como resultado la actual Congregación de las Dominicas de la Santísima Trinidad. El 17 de febrero de ese mismo año, fueron afiliadas nuevamente a la Orden de los Predicadores.

## Organización
La Congregación de las Dominicas de la Santísima Trinidad es una instituto religioso de derecho pontificio, internacional y centralizado, cuyo gobierno es ejercido por una priora general. La sede central se encuentra en Montreal (Canadá).
Las dominicas trinitarias se dedican a la educación e instrucción cristiana de la juventud, en escuelas y universidades, a la asistencia de los enfermos, al servicio doméstico en los seminarios diocesanos y religiosos y al servicio social. Estas religiosas visten un hábito de color blanco y velo negro. En 2017, el instituto contaba con 147 hermanas y 22 comunidades, presentes en Burundi, Canadá, Filipinas, Perú y Ruanda.